# Best of Solo Albums
Best of Solo Albums es un álbum recopilatorio de 1979, lanzado fuera de los Estados Unidos por la banda de hard rock, Kiss.
El disco contiene tres canciones de cada uno de los cuatro álbumes solistas, que los miembros de la banda editaron en 1978, con variaciones en la lista de temas, según la edición y el país.
La edición argentina se editó como Paul, Peter, Ace y Gene en 1980, mientras que la edición francesa se tituló The Best of...

## Lista de canciones
Versión Alemana:
1. A1. New York Groove (3:01) - Ballard
2. A2. Living In Sin (3:50) - Simmons/Delaney/Marks
3. A3. See You Tonite (2:30) - Simmons
4. A4. Rip It Out (3:39) - Frehley/L. Kelly/S. Kelly
5. A5. Fractured Mirror (5:25) - Frehley
6. A6. Don't You Let Me Down (3:38) - Criss/Penridge
7. B1. Radioactive (3:50) - Simmons
8. B2. Tonight You Belong To Me (4:39) - Stanley
9. B3. Take Me Away (Together As One) (5:26) - Stanley/Japp
10. B4. Rock Me, Baby (2:50) - Delaney
11. B5. I Can't Stop The Rain (4:25) - Delaney
12. B6. Hold Me, Touch Me (3:40) - Stanley

Versión Argentina:
1. A1. Wouldn't You Like To Know Me (3:16) - Stanley
2. A2. It's Alright (3:31) - Stanley
3. A3. Hold Me, Touch Me (3:40) - Stanley
4. A4. You Matter To Me (3:15) - Vastano/Morgan/Poncia
5. A5. That's The Kind Of Sugar Papa Likes (2:59) - Criss/Penridge
6. A6. I Can't Stop The Rain (4:25) - Delaney
7. B1. New York Groove (3:01) - Ballard
8. B2. Rip It Out (3:39) - Frehley/L. Kelly/S. Kelly
9. B3. What's On Your Mind? (3:26) - Frehley
10. B4. See You Tonite (2:30) - Simmons
11. B5. See You In Your Dreams (2:48) - Simmons
12. B6. Radioactive (3:50) - Simmons

Versión Australiana:
1. A1. Hold Me, Touch Me (3:40) - Stanley
2. A2. Tonight You Belong To Me (4:39) - Stanley
3. A3. Move On (3:07) - Stanley/Japp
4. A4. Don't You Let Me Down (3:38) - Criss/Penridge
5. A5. Hooked On Rock And Roll (3:37) - Penridge/Criss/Poncia
6. A6. I Can't Stop The Rain (4:25) - Delaney
7. B1. New York Groove (3:01) - Ballard
8. B2. Speedin' Back To My Baby (3:35) - A. Frehley/J. Frehley
9. B3. Rip It Out (3:39) - Frehley/L. Kelly/S. Kelly
10. B4. Radioactive (3:50) - Simmons
11. B5. Mr. Make Believe (4:00) - Simmons
12. B6. Living In Sin (3:50) - Simmons/Delaney/Marks

Versión Europea:
1. A1. New York Groove (3:01) - (Ballard)
2. A2. Rip It Out (3:39) - (Frehley/L. Kelly/S. Kelly)
3. A3. Speedin' Back To My Baby (3:35) - (A. Frehley/J. Frehley)
4. A4. You Matter To Me (3:15) - (Vastano/Morgan/Poncia)
5. A5. Tossin' And Turnin' (3:58) - (Adams/Rene)
6. A6. Hooked On Rock And Roll (3:37) - (Penridge/Criss/Poncia)
7. B1. Radioactive (3:50) - (Simmons)
8. B2. Mr. Make Believe (4:00) - (Simmons)
9. B3. See You In Your Dreams (2:48) - (Simmons)
10. B4. Tonight You Belong To Me (4:39) - (Stanley)
11. B5. Move On (3:07) - (Stanley/Japp)
12. B6. Hold Me, Touch Me (3:40) - (Stanley)